# Парковая (платформа)
Па́рковая (баш. Парк)— остановочный пункт Башкирского региона Куйбышевской железной дороги. Находится в Калининском районе города Уфы, на историческом ходу Транссиба.
Состоит из двух высоких боковых платформ, имеющих бетонные навесы с билетными кассами. Вблизи платформы расположены механические мастерские Уфимской дистанции пути ПЧ-17.